# Парагоніт
Парагоніт (рос. парагонит; англ. paragonite; нім. Paragonit m) — мінерал, гідроксилалюмосилікат натрію, групи слюд.

## Загальний опис
Хімічна формула:
1. За Є. Лазаренком: NaAl2(AlSi3O10)(OH, F)2.
2. За «Fleischer's Glossary» (2004): NaAl2(Si3Al)O10(OH)2.
Натрій частково заміщується калієм. Сингонія моноклінна. Масивні тонкозернисті лускуваті агрегати. Спайність досконала. Густина 2,85. Твердість 2-2,5. Безбарвний до блідо-жовтого. Блиск шовковистий з перламутровим відливом. Крихкий. Зустрічається у філітах, кристалічних сланцях і ґнейсах, кварцових жилах і тонкозернистих осадових породах. Супутні мінерали: ставроліт, дистен, актиноліт, кварц. Породоутворювальний мінерал парагонітових сланців. Рідкісний.
Знайдений у Ціллерталі (Тіроль, Австрія), Монте-Кампьон (кантон Тессін, Швейцарія), у Киштимі (Урал, РФ). Назва від грецьк. «параго» — вводити в оману, спокушати, оскільки спершу цей мінерал прийняли за тальк (C. E. Schafhäutl, 1843). Синоніми — косаїт, онкозин, онкозин натрієвий.

## Різновиди
Розрізняють:
- парагоніт літіїстий (різновид парагоніту, який містить до 1 % Li2O);
- парагоніт — 3Т (тригональна політипна модифікація парагоніту, в якій закономірно чергуються пакети трьох орієнтацій).